# Liste der geschützten Landschaftsbestandteile im Landkreis Pfaffenhofen an der Ilm
Im Landkreis Pfaffenhofen an der Ilm gab es im März 2024 insgesamt 10 ausgewiesene geschützte Landschaftsbestandteile.

## Geschützte Landschaftsbestandteile
| Altwasser der Paar bei Oberkreut                                           | BW | LB-00288 | Pörnbach                           | ⊙ | 2,85 | 15. Sep. 1987 |
| Bahnhofsgrünanlage in Pfaffenhofen a. d. Ilm                               | BW | LB-00334 | Pfaffenhofen a.d.Ilm               | ⊙ | 0,94 | 30. Juli 1998 |
| Burgstallwald bei Tegernbach                                               | BW | LB-00289 | Pfaffenhofen a.d.Ilm               | ⊙ | 2,28 | 25. Mai 1988  |
| Drei Inseln im Braunweiher, Feilenmoos                                     | BW | LB-00292 | Geisenfeld Drei Teilflächen:       | ⊙ | 1,53 | 12. Juli 1990 |
| Ökologisch wertvolle Flächen in der Gemarkung Freihausen, Markt Hohenwart  | BW | LB-00291 | Hohenwart 27 Teilflächen:          | ⊙ | 19,5 | 12. Jan. 1989 |
| Ökologisch wertvolle Flächen in der Gemarkung Reichertshofen               | BW | LB-00290 | Reichertshofen Sieben Teilflächen: | ⊙ | 4,65 | 1. Juli 1988  |
| Schutzgebiet Ludwig Hirschberger - Feilenmoos des Landkreises Pfaffenhofen | BW | LB-00333 | Geisenfeld, Ernsgaden              | ⊙ | 11,8 | 8. Juli 2002  |
| Schutzgebiet Paarauen des Landkreises Pfaffenhofen a. d. Ilm               | BW | LB-00294 | Hohenwart                          | ⊙ | 12,5 | 17. Nov. 1997 |
| Steinbruch bei Dünzing                                                     | BW | LB-00058 | Vohburg a.d.Donau                  | ⊙ | 2,38 | 20. Mai 1988  |
| Sukzessionsfläche mit Birken-Vorwald bei Larsbach                          | BW | LB-00293 | Wolnzach Zwei Teilflächen:         | ⊙ | 6,12 | 18. Aug. 1993 |
| Legende für Geschützter Landschaftsbestandteil                             |    |          |                                    |   |      |               |